# ای۱ (گروه موسیقی)
ای وان (به انگلیسی: A1) یک گروه موسیقی نروژی است که در سال ۱۹۹۸ در اسلو شروع به کار کرد.

## آلبوم ها
Here We Come ۱۹۹۹
The A List ۲۰۰۰
Make It Good ۲۰۰۲
Waiting for Daylight ۲۰۱۰
Rediscovered ۲۰۱۲